# Аляски Кордилери
Аляските Кордилери или Аляски хребет (на английски: Alaska Range) е мощна планинска верига в южната част на щата Аляска и в крайната северозападна част на Канада, територия Юкон, разположена в северозападната част на Северноамериканските Кордилери. Простира се като голяма, изпъкнала на север дъга с дължина около 1000 km, като на югозапад чрез ниска седловина се свързва с Алеутския хребет, а на югоизток в района на изворите на река Танана – с планината Врангел. Северните и южните склонове на Аляските Кордилери стръмно се спускат съответно към платото Юкон и дълбоките долини на реките Суситна и Копър. Средната височина е около 3000 m. Тук се издига най-високата точка на Аляска, САЩ и северна Америка – връх Денали (Маккинли, 6190 m), около който се простира едноименния национален парк. Аляския хребет се е образувал през юрския период, като в осовата си част е изграден от интрузивни скали (гранодиорити), а по краищата – от седиментни скали. Склоновете му са стръмни, скалисти, силно разчленени. По дълбоките и на места доста широки долини, прорязващи хребета, е прокарана жп линия и първокласно шосе, свързващи град Анкъридж с вътрешните и северните части на Аляска. Хребета се явява важна климатична граница. Южните му сконове са влажни, до височина 800 m покрити с иглолистни гори, а нагоре са заети от вечни снегове, подхранващи големи долинни ледници. Северните му склонове са много по-сухи, като границата на гората се повишава до 1000 – 1100 m, а нагоре следва планинска тундра. На север текат левите притоци на Юкон (Танана и др.) и левите притоци на Кускокуим (Стони и др.), а на юг, към залива Аляска – реките Суситна, Копър и др.